# Лупус (Мисури)
Лупус (енгл. Lupus) град је у америчкој савезној држави Мисури.

## Демографија
По попису из 2010. године број становника је 33, што је 4 (13,8%) становника више него 2000. године.
| Група             | 2000.       | 2010.      |
| Белци             | 29 (100,0%) | 32 (97,0%) |
| Афроамериканци    | 0 (0,0%)    | 0 (0,0%)   |
| Азијати           | 0 (0,0%)    | 0 (0,0%)   |
| Хиспаноамериканци | 0 (0,0%)    | 0 (0,0%)   |
| Укупно            | 29          | 33         |